# هلفيلة أدمية
هلفيلة أدمية (الاسم العلمي: Helvella corium) هي نوع من الفطريات يتبع جنس الهلفيلة من الفصيلة الهلفيلية.